# 메리 도로시 뷰더
메리 도로시 뷰더(영어: Marie Dorothy Buder, 1930년 7월 24일)는 미국의 로마 가톨릭 수녀이자, 트라이애슬론 선수이다. 80세가 넘는 고령에도 트라이애슬론 경기에 참가하여 완주하는 등의 노익장을 과시하여 흔히 철인 수녀(영어: Iron Nun)이라는 별명으로 잘 알려져 있다.

## 생애
미국 미주리주의 세인트루이스에서 태어난 메리 뷰더는 1953년에 수녀원에 입소하여 정식으로 수녀가 되었다. 그러던 1978년에 한 신부의 권유로 운동을 시작한 그녀는 5년 뒤인 1983년에 생애 처음으로 트라이애슬론 경기에 참가하여 정식으로 운동 선수로서의 생활을 하였고, 첫 경기에서의 완주에 성공하였다. 2005년에는 미국 하와이주에서 개최된 아이언맨 월드 챔피언십에 당시 최고령 선수로서 참가하여 완주에 성공하였고, 이듬해인 2006년에 같은 대회에 또 출전하여 완주에 성공했다. 2014년에는 미국 트라이애슬론 협회로부터 명예의 전당에 헌액되었다.